# Carissa
Genre
Carissa est un genre de plantes à fleurs eudicotylédones de la famille des Apocynaceae.

## Liste d'espèces
Selon BioLib (4 décembre 2019) :
- Carissa bispinosa (L.) Desf. ex Brenan
- Carissa carandas L.
- Carissa edulis (Forsk.) Vahl
- Carissa macrocarpa (Ecklon) A. DC.
- Carissa spinarum L.

Selon Catalogue of Life (4 décembre 2019) :
- Carissa andamanensis L. J. Singh & Murugan
- Carissa bispinosa (L.) Desf. ex Brenan
- Carissa boiviniana (Baill.) Leeuwenb.
- Carissa carandas L.
- Carissa congesta Wight
- Carissa haematocarpa (Eckl.) A. DC.
- Carissa hirsuta Roth
- Carissa inermis Vahl
- Carissa laxiflora Benth.
- Carissa macrocarpa (Eckl.) A. DC.
- Carissa opaca Stapf ex Haines
- Carissa ovata R. Br.
- Carissa paucinervia A. DC.
- Carissa pichoniana A. J. M. Leeuwenberg
- Carissa salicina Lam.
- Carissa scabra R. Br.
- Carissa spinarum L.
- Carissa tetramera (Sacleux) Stapf

Selon GRIN (4 décembre 2019) :
- Carissa bispinosa (L.) Desf. ex Brenan
- Carissa carandas L.
- Carissa macrocarpa (Eckl.) A. DC.
- Carissa spinarum L.

Selon ITIS (4 décembre 2019) :
- Carissa carandas L.
- Carissa edulis (Forssk.) Vahl
- Carissa macrocarpa (Eckl.) A. DC.

Selon World Checklist of Selected Plant Families (WCSP) (4 décembre 2019) :
- Carissa andamanensis L.J.Singh & Murugan (2012)
- Carissa bispinosa (L.) Desf. ex Brenan (1954)
- Carissa boiviniana (Baill.) Leeuwenb. (2001)
- Carissa carandas L. (1767)
- Carissa haematocarpa (Eckl.) A.DC. (1844)
- Carissa macrocarpa (Eckl.) A.DC. (1844)
- Carissa pichoniana Leeuwenb. (1997)
- Carissa spinarum L. (1771)
- Carissa tetramera (Sacleux) Stapf (1902)

Selon The Plant List (4 décembre 2019) :
- Carissa bispinosa (L.) Desf. ex Brenan
- Carissa boiviniana (Baill.) Leeuwenb.
- Carissa carandas L.
- Carissa haematocarpa (Eckl.) A.DC.
- Carissa macrocarpa (Eckl.) A.DC.
- Carissa pichoniana Leeuwenb.
- Carissa spinarum L.
- Carissa tetramera (Sacleux) Stapf

Selon Tropicos (4 décembre 2019) (Attention liste brute contenant possiblement des synonymes) :
- Carissa abyssinica R. Br.
- Carissa acokanthera Pichon
- Carissa acuminata A. DC.
- Carissa africana A. DC.
- Carissa arduina Lam.
- Carissa axillaris Roxb.
- Carissa bispinosa Desf. ex Brenan
- Carissa boiviniana (Baill.) Leeuwenb.
- Carissa boivinianum (Baill.) Leeuwenb.
- Carissa brownii F. Muell.
- Carissa campenonii (Drake) Palacky
- Carissa candolleana Jaub. & Spach
- Carissa carandas L.
- Carissa cochinchinensis Pierre ex Pit.
- Carissa comorensis (Pichon) Markgr.
- Carissa congesta Wight
- Carissa cordata Dinter
- Carissa coriacea Wall.
- Carissa cornifolia Jaub. & Spach
- Carissa cryptophlebia Baker
- Carissa dalzellii Bedd.
- Carissa deflersii (Schweinfurth ex Lewin) Pichon
- Carissa densiflora Baker
- Carissa diffusa Roxb.
- Carissa dulcis Schumach. & Thonn.
- Carissa edulis (Forssk.) Vahl
- Carissa erythrocarpa A. DC.
- Carissa ferox A. DC.
- Carissa friesiorum (Markgr.) Cufod.
- Carissa gangetica Stapf ex Gamble
- Carissa grandiflora (E. Mey.) A. DC.
- Carissa grandis Bertero ex A. DC.
- Carissa haematocarpa A. DC.
- Carissa hirsuta Roth
- Carissa horrida Pichon
- Carissa inepta Perrot & Vogt
- Carissa inermis Vahl
- Carissa lanceolata Dalzell
- Carissa laotica Pit.
- Carissa laxiflora Benth.
- Carissa longiflora (Stapf) G.H.M. Lawr.
- Carissa macrocarpa (Eckl.) A. DC.
- Carissa macrophylla Wall.
- Carissa madagascariensis Thouars ex Poir.
- Carissa mitis Heynh. ex A. DC.
- Carissa myrtoides Desf.
- Carissa oblongifolia Hochst.
- Carissa obovata Markgr.
- Carissa oleoides Markgr.
- Carissa opaca Stapf ex Haines
- Carissa oppositifolia (Lam.) Pichon
- Carissa ovata R. Br.
- Carissa papuana Markgr.
- Carissa paucinervia A. DC.
- Carissa pichoniana Leeuwenb.
- Carissa pilosa Schinz
- Carissa praetermissa Kupicha
- Carissa pubescens A. DC.
- Carissa revoluta Scott Elliot
- Carissa richardiana Jaub. & Spach
- Carissa salicina Lam.
- Carissa scabra R. Br.
- Carissa schimperi A. DC.
- Carissa sechellensis Baker
- Carissa septentrionalis (Pichon) Markgr.
- Carissa sessiliflora Brongn. ex Pichon
- Carissa spectabilis (Sond.) Pichon
- Carissa spinarum L.
- Carissa suavissima Bedd. ex Hook. f.
- Carissa tetramera (Sacleux) Stapf
- Carissa tomentosa A. Rich.
- Carissa velutina Domin
- Carissa verticillata Sessé & Moc.
- Carissa villosa Roxb.
- Carissa wyliei N.E. Br.
- Carissa xylopicron Thouars
- Carissa yunnanensis Tsiang & P.T. Li